# Scandalo di Panama

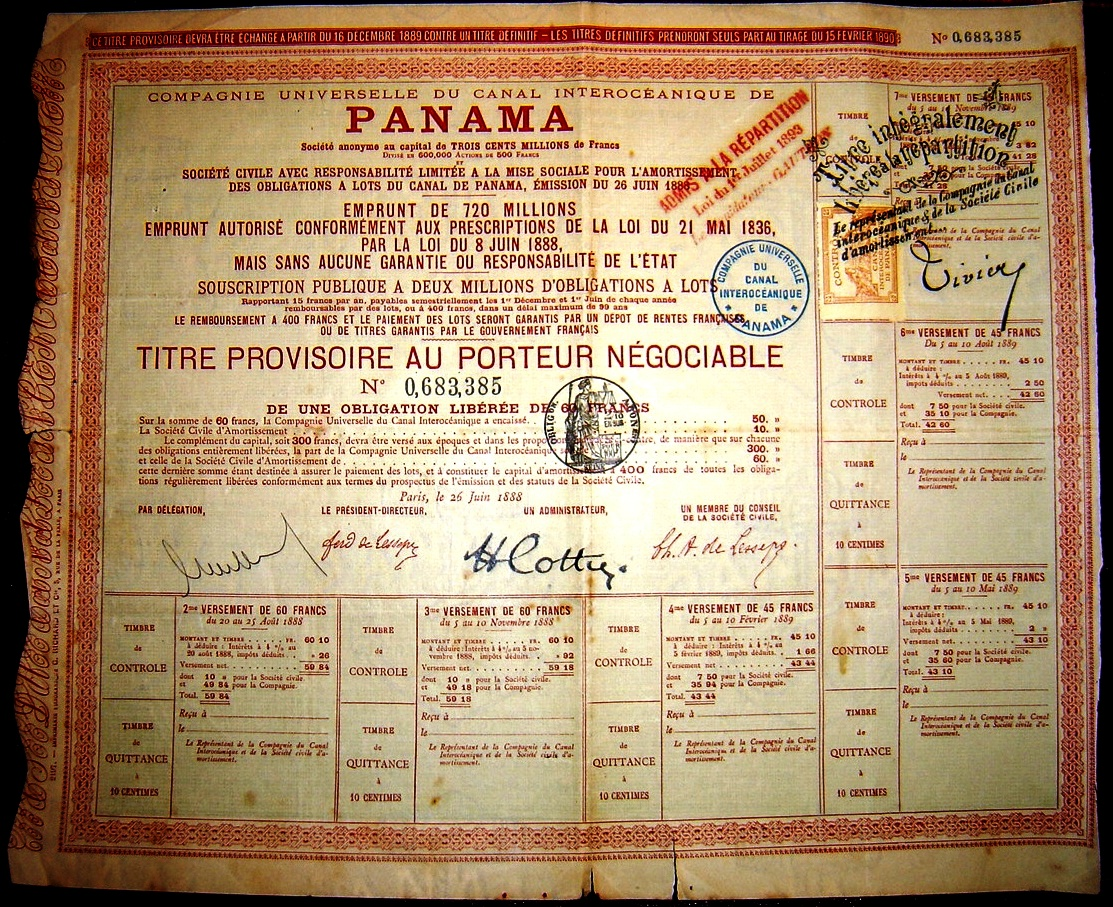
Titolo azionario provvisorio della Compagnie Universelle du canal interocéanique de Panamà (1888)

Lo Scandalo di Panama è una vicenda di corruzione legata al taglio del Canale di Panama, che travolse molti uomini politici e industriali francesi durante la Terza Repubblica francese e mandò in rovina centinaia di migliaia di risparmiatori.
Lo scandalo nacque dalle difficoltà di finanziamento incontrate dalla Compagnie universelle du canal interocéanique de Panama, creata da Ferdinand de Lesseps (già realizzatore del Canale di Suez) per raccogliere i fondi necessari a realizzare il progetto. Essendosi il cantiere rivelato più oneroso del previsto, Lesseps dovette lanciare una sottoscrizione pubblica per finanziarlo.
Una parte di questi fondi fu utilizzata dal finanziere Jacques de Reinach per corrompere dei giornalisti ed ottenere illegalmente il sostegno di personalità politiche. Lo scandalo scoppiò clamorosamente, e molti politici furono accusati di corruzione, quando la compagnia fu messa in liquidazione giudiziaria mandando in rovina i sottoscrittori delle sue azioni, e il barone di Reinach fu trovato morto.

## Storia

### Genesi del progetto

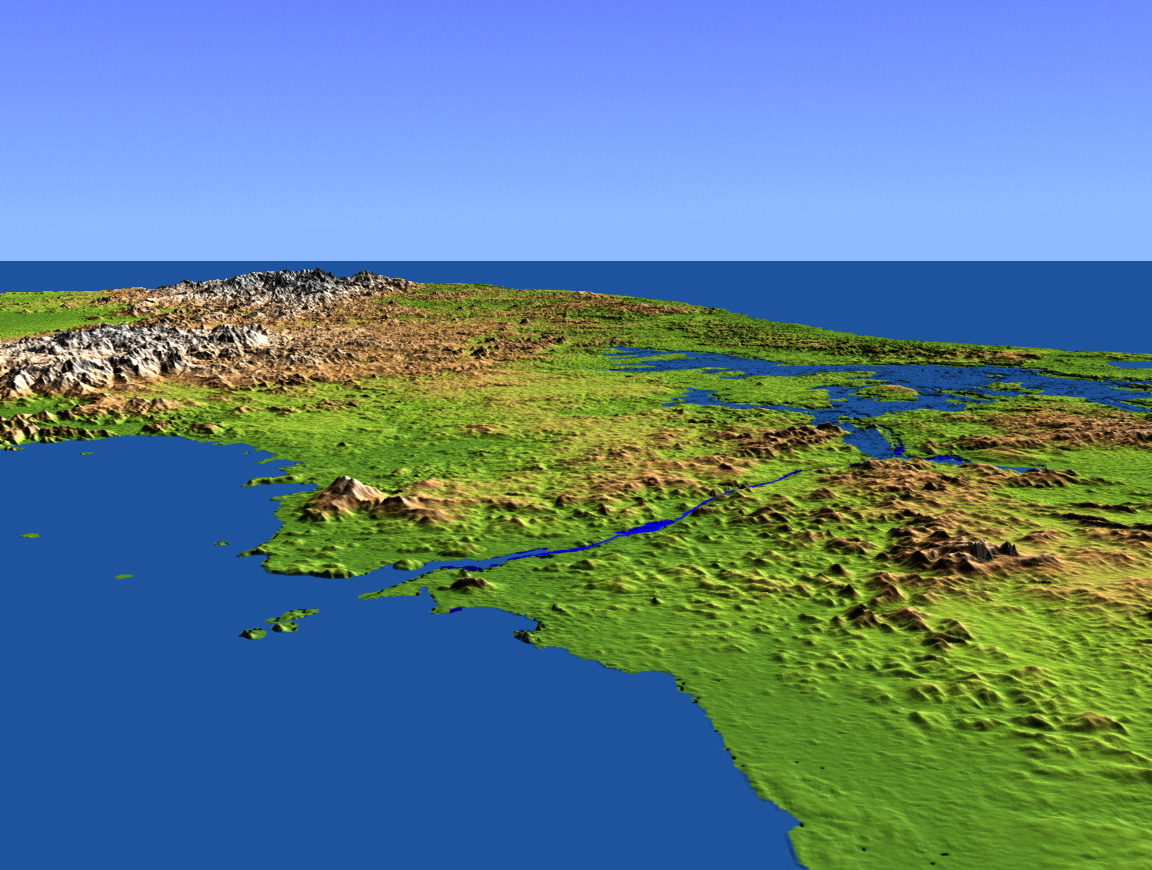
Il canale di Panama visto dalla NASA

Dopo l'inaugurazione del Canale di Suez avvenuta il 17 novembre 1869, Ferdinand de Lesseps aveva raggiunto notorietà e gloria internazionali. Sull'onda di questo prestigio fu creata qualche anno dopo, il 19 agosto 1876, una società internazionale destinata a finanziare l'esplorazione dell'Istmo di Darién, a cui Lesseps partecipava. Una équipe di ingegneri sotto la guida di Luciano Bonaparte-Wyse, Armand Reclus (ufficiale che diresse più tardi i lavori) ed alcuni ingegneri francesi e non, fu inviata sul terreno per esplorare le diverse vie possibili e valutare che tipo di canale si dovesse costruire. La loro conclusione fu che la soluzione migliore sarebbe stata un canale costituito da un sistema di chiuse.
Nel marzo 1878 il Bonaparte ottenne dal governo colombiano, da cui dipendeva allora il Panamà, una concessione per la costruzione del canale, sulla quale Lesseps esercitò un'opzione di 10 milioni di franchi. Le relazioni tese tra Stati Uniti e Colombia favorirono i francesi nell'ottenere la concessione (che interessava molto anche gli americani). L'anno dopo la Société de Géographie de Paris riunì un Congresso internazionale di studi del Canale tra i due oceani, al quale parteciparono 136 delegati, in gran parte francesi, in rappresentanza di 26 nazioni tra cui gli Stati Uniti e la Cina.

### Una costruzione difficile finanziata grazie alla corruzione

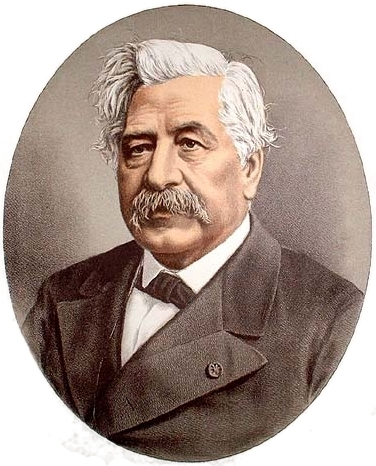
Ferdinand de Lesseps

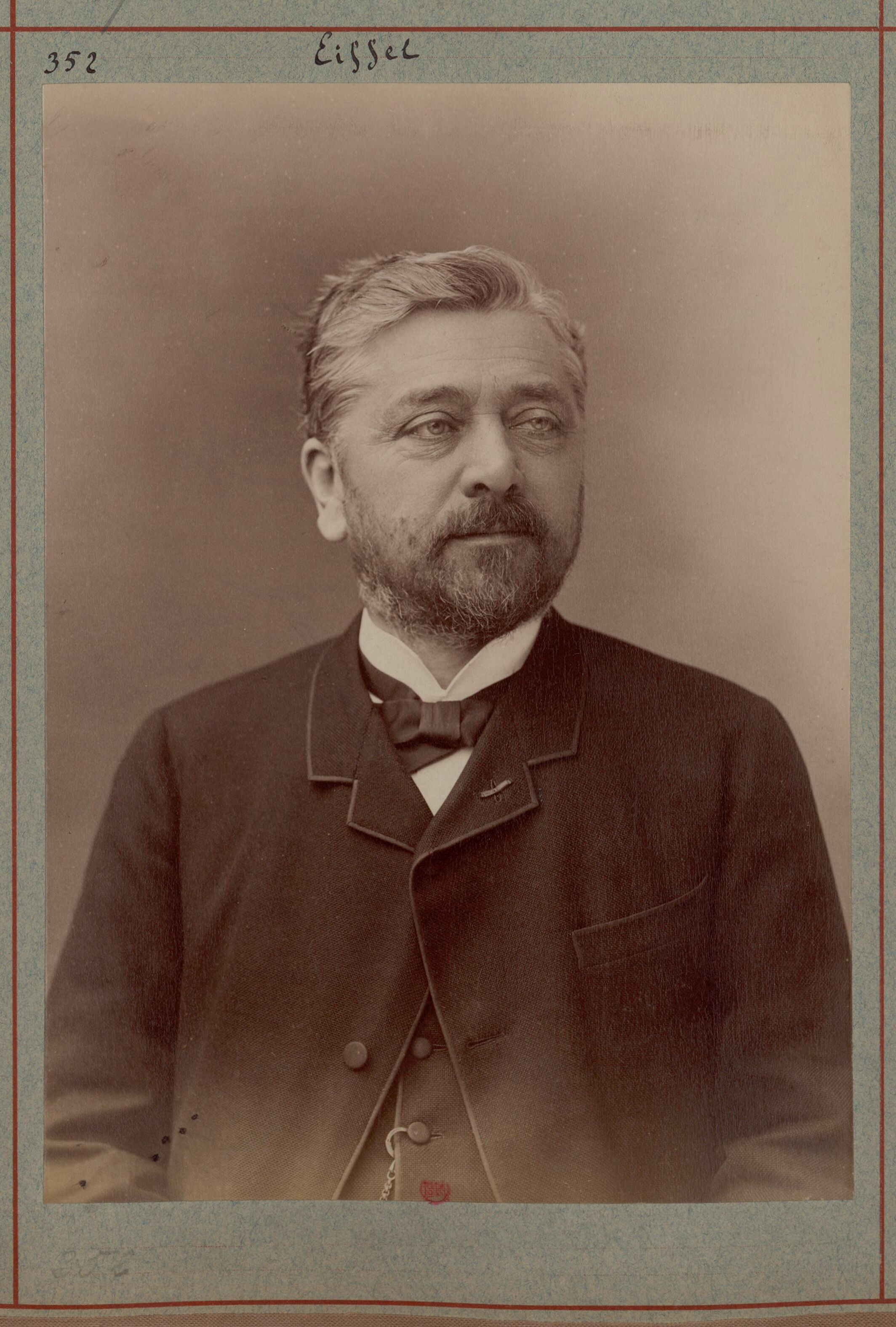
Gustave Eiffel fotografato da Nadar nel 1888

Il Congresso del 1879 approvò il progetto di Lesseps, che fu scelto per lanciare i lavori di perforazione dell'istmo di Panama. Malgrado la differenza nei costi di costruzione, tra un canale a livello e un canale a chiuse (il primo costava il doppio del secondo), fu scelto il progetto di un canale a livello lungo 75 chilometri, il cui costo di costruzione fu stimato in 600 milioni di franchi.
De Lesseps costituì dunque, l'8 luglio 1879, la Compagnia universale del canale interoceanico di Panama, società anonima che doveva raccogliere i fondi necessari e gestire il progetto. Lo statuto della società fu depositato a Parigi il 20 ottobre 1880. In dicembre il figlio di Lesseps, Charles, procedette all'emissione del capitale azionario della società, nella forma di 800.000 azioni da 500 franchi, per un valore complessivo di 400 milioni di franchi. Solo 300 milioni di azioni, tuttavia, trovarono sottoscrittori.
I lavori iniziarono comunque nel 1881, ma incontrarono molte difficoltà: epidemie di malaria e di febbre gialla causarono una forte mortalità tra gli addetti ai lavori, e si verificarono diversi incidenti, sul terreno, dovuti alla difficoltà di attraversare la dorsale montuosa dell'istmo - problemi sui quali la ricognizione del 1876, interessata soprattutto ad assicurare la promozione del progetto, non si era soffermata.
L'esecuzione del progetto cominciò così a subire gravi ritardi. Lesseps fece allora appello ai capitali di piccoli risparmiatori, con l'intermediazione di uomini d'affari come il barone di Reinach e Cornelius Herz. Questi sovvenzionarono largamente la stampa, per promuovere l'investimento. Lesseps, per parte sua, fece appello al Parlamento per ottenerne finanziamenti, ma per due volte gli venne opposto un rifiuto, a seguito dei rapporti degli ingegneri. Per sbloccare i fondi pubblici, il barone de Reinach passò allora a tentativi di corruzione di parlamentari: al ministro dei Lavori pubblici Charles Baïhaut, ad esempio, fu promesso un milione di franchi.
Di fronte ad alcuni problemi, come il taglio della Culebra (altezza 87 metri), Lesseps fece appello a Gustave Eiffel, che accettò di rivedere il progetto. Eiffel ne rimise in discussione tutta la concezione, in particolare prevedendo delle chiuse, mentre Lesseps avrebbe voluto realizzare un canale a livello, come a Suez, senza preoccuparsi della natura geologica della regione attraversata. Lesseps intanto continuava a raccogliere fondi presso i risparmiatori e a corrompere giornalisti e ministri per ottenere una legge speciale che gli permettesse l'emissione di un prestito, cosa che accadde nel 1888.

### Scoppia lo scandalo
Malgrado l'emissione di quest'ultimo prestito, raddrizzare la situazione si rivelò impossibile, e la compagnia fu messa in liquidazione giudiziaria il 4 febbraio 1889, provocando la rovina di 85.000 azionisti. Tre anni dopo, nel 1892, il giornalista antisemita e antiparlamentare Édouard Drumont, che aveva ricevuto da Reinach dei documenti confidenziali, rivelò lo scandalo nel suo quotidiano La Libre Parole. All'epoca Drumont stava scontando una condanna a tre mesi nella prigione di Sainte-Pélagie. Dalla sua cella rivelò uno per uno i nomi dei politici e dei giornalisti corrotti e rivelò i meccanismi dell'imbroglio. Lo scandalo fece gran rumore: il barone di Reinach fu trovato morto il 19 novembre, mentre Cornelius Herz fuggì in Inghilterra.
Il 21 novembre 1892, all'indomani del ritrovamento del corpo di Reinach, il deputato nazionalista Jules Delahaye denunciò dalla tribuna della Camera la compromissione della classe politica. Fu quindi creata una commissione d'inchiesta parlamentare. Il ministro dell'Interno, Émile Loubet, si dimise. Il ministro delle Finanze, Maurice Rouvier, fu messo sotto accusa. Il 20 dicembre fu richiesta l'autorizzazione a procedere contro cinque senatori (tra cui Albert Grévy, Léon Renault e François Thévenet) e cinque deputati (Emmanuel Arène, Dugué de La Fauconnerie, Antonin Proust, Jules Roche e Maurice Rouvier). Alla Camera dei deputati Déroulède propose un'interpellanza contro Hertz e Clemenceau. Si disse che anche Charles de Freycinet e Charles Floquet avessero giocato un ruolo sospetto, ma in mancanza di prove non furono perseguiti.
Le prime sentenze si ebbero nel 1893, con la condanna a cinque anni di prigione per l'ex ministro dei Lavori pubblici Charles Baïhaut. Lesseps ed Eiffel furono condannati, ma sfuggirono alla prigione per un vizio di forma. Il figlio di Lesseps fu condannato come suo padre a cinque anni e si prese, in un altro processo, una condanna a un anno per corruzione. Gustave Eiffel, condannato a due anni di prigione e 20.000 franchi di ammenda, fu alla fine riabilitato grazie ad un'altra inchiesta che dimostrò che non era implicato nelle malversazioni.
Gli strascichi giudiziari si protrassero ancora per qualche anno: il 27 marzo 1897 fu richiesta l'autorizzazione a procedere contro un senatore e tre deputati, che furono processati in dicembre. Il 30 marzo 1898 la commissione d'inchiesta presentò il proprio rapporto alla Camera. Il fatto che Herz e Reinach fossero ebrei alimentò il crescente antisemitismo popolare, che esplose poco dopo con l'affare Dreyfus; la compromissione dei deputati alimentò la propaganda dei movimenti antiparlamentari e, ultimo ma non da meno, gran parte della stampa uscì screditata dalla vicenda, ritrovandosi affibbiata la reputazione di venalità.

### Gli Stati Uniti portano a compimento il progetto

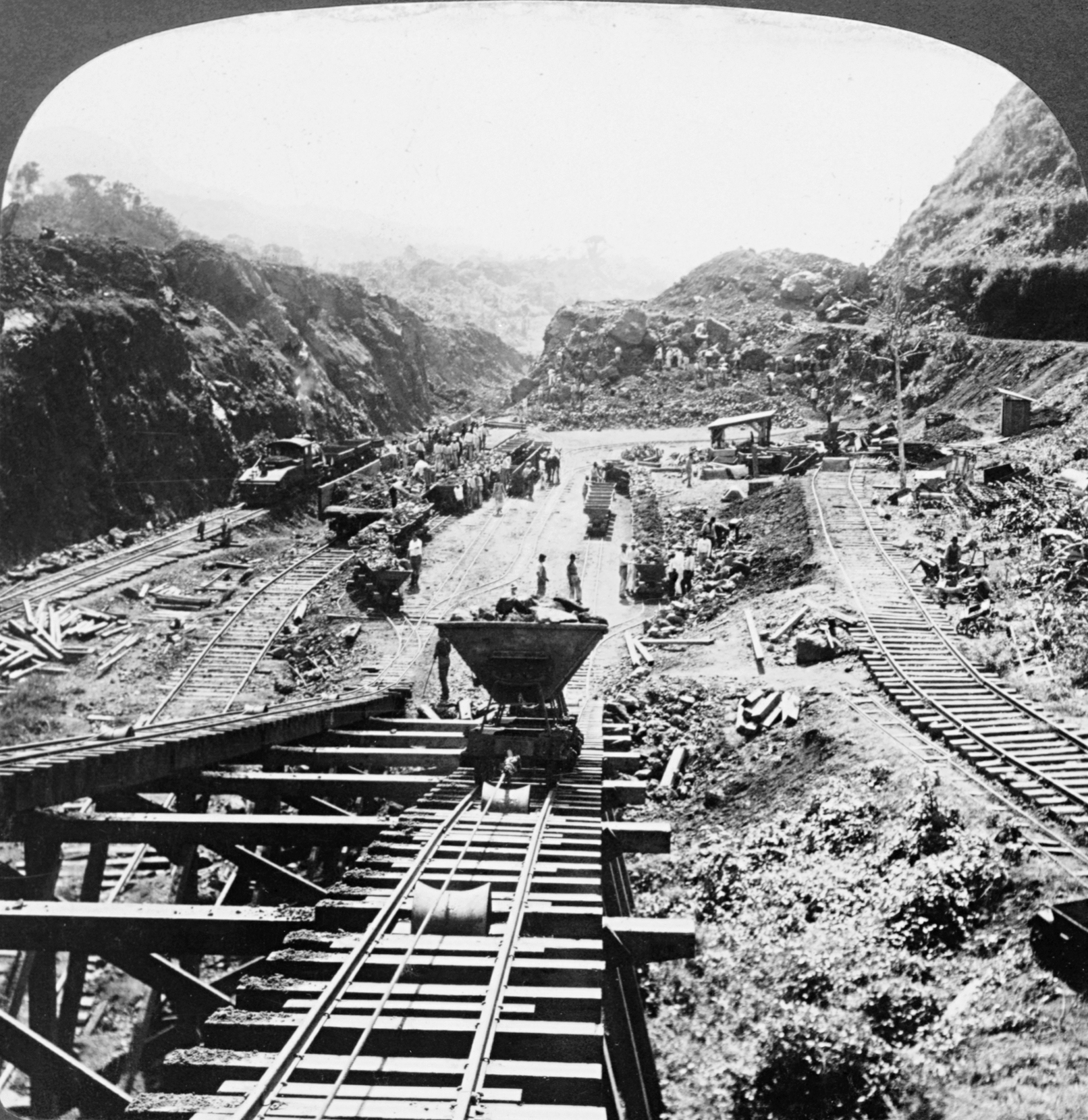
I lavori di costruzione del canale nel 1907

La costruzione del canale fu ripresa dopo la rivolta indipendentista fomentata dagli Stati Uniti, che ricomprarono la concessione, le azioni e le proprietà della Compagnie nouvelle du canal de Panamá, grazie al trattato Hay-Bunau-Varilla del novembre 1903. Dopo aver escluso un tracciato che attraversava il Nicaragua, gli americani ripresero e prolungarono il tracciato francese concludendolo nel 1914, con un sovrapprezzo di soli 40 milioni di dollari, ma, questa volta, con le chiuse. I lavori, ripresi nel 1904, si conclusero con l'inaugurazione del canale il 3 agosto 1914, il giorno della dichiarazione di guerra della Germania alla Francia.